# Stygge Krumpen
Stygge Krumpen (ca. 1485 – 21. januar 1551) var en dansk biskop.
Han var søn af Jørgen Krumpen til Skøttrup og Anne Styggesdatter Rosenkrantz. Han blev født på Skøttrup Hovedgård, nuværende Trudsholm, der ligger lidt nord for Havndal mellem Randers og Hadsund i Jylland. Han var (formentlig halv-)bror til rigsmarsk Otte Krumpen, som var den sidste mand i slægten Krumpen. Navnet har intet at gøre med betydningen "styg" - det er et drengenavn beslægtet med "Stig.[kilde mangler] Navnet blev formentlig anvendt for at fejre hans morbrors udnævnelse til biskop i Børglum.
I 1505 blev han immatrikuleret ved universitetet i Rostock og før 1513 magister. Han fik i 1514 præsentats på Tranebjerg Kirke, blev i 1515 kongelig sekretær og fik i 1518 ventebrev på det første ledige prælatur i Jylland. I 1517-18 opkrævede han ekstraskatter for Christian 2., i Vendsyssel, og i 1518 bragte han personligt en enorm sum penge til kongen under dennes felttog i Sverige.[kilde mangler]
Stygge Krumpen blev den sidste katolske biskop af Børglum i Vendsyssel fra 1519 til 1536. Formelt blev han indsat som sideordnet med sin morbror, der havde været biskop siden 1486, men i alt fald fra 1523 var Stygge Krumpen ubestridt stiftets biskop. I 1523, under den store sammensværgelse for at afsætte Christian 2., omtales "den gamle biskop" endnu og fulgte "den unge biskop" til oprørsmøde i Horsens, men derefter var Stygge indiskutabelt biskop.
Stygge Krumpen var en del af Christian 2.s flok af forhenværende kongelige sekretærer, der forventedes at udvise betingelsesløs loyalitet mod kongemagten. Her tog kongen grundigt fejl,. Stygge Krumpen og den ligeledes nyudnævnte biskop i Viborg, Jørgen Friis, var blandt de allerførste som mødtes for at skitsere oprøret mod kongen.
Stygge Krumpen var en ambitiøs biskop, der ønskede at drive sit stift som en stor godssamling. Således var han rent faktisk en "kirkens mand" sådan som det opfattedes i slutningen af 1400tallet. Men han var den danske biskop, som lagde størst afstand til kirkens krav til sine lederes livsførelse. Han levede et frit og lystigt liv især på stiftets godser, Voergård og Sæbygård, hvor han levede sammen med Bonde Due Munks ekshustru Elsebeth Gyldenstierne, som var Stygge Krumpens vedsoverske (dvs. elskerinde). Da den katolske biskop skulle leve i cølibat, var der tale om en provokation. Nogle danske biskopper havde vedsoversker, men ikke højadelige kvinder som Elsebeth. Hun blev formelt skilt fra sin ægtemand i 1518 (skilsmissedokumentet er citeret komplet i en sag, Elisabeth førte ved tinget i 1540), og hun giftede sig i 1542 igen, med Erik Mortensen, da hun havde opsamlet arven efter sine døde brødre.
Stygge Krumpen var i eftertiden ikke vel omtalt, men betegnet som pengegrisk og trættekær. En fremragende økonom, men brutal og visionær, aktiv på alle områder i sit stift, fra kalkmalerier i selv de mindste kirker, til forsøget på at skabe en driftig moderne handelsby i Sæby.[kilde mangler] Det er typisk for ham, at han protesterede voldsomt mod de dele af Christian 2.s nye love, som begrænsede bispernes indtægter og luksusliv. På den ene side skulle kongen nu have al herreløst vraggods (som bispen før havde kunnet indsamle og sælge). På den anden side blandede kongen sig i antallet af biskoppelige jagthunde.
Efter at have været med til at iværksætte først sammensværgelsen mod Christian 2. i 1522-3, samt afsættelsen af kongen og indsættelsen af hans farbror, fik han det råderum, han ønskede. Frederik 1. gav i 1525 Stygge Krumpen brev på det daværende provsti Børglum samt donerede købstadsrettighederne til Sæby. Stygge Krumpen blev således det eneste menneske i landet som ejede en by.
I 1533 var den gamle biskop Niels Stygge død på Børglum kloster, og Stygge overtog uden tøven nu også hvervet som leder af præmonstratenser-klosteret og fordoblede herved sine indtægter.
Det lykkedes ham som biskop åbenbart at holde den reformatoriske uro, som jog Jørgen Friis ud af både domkirke og Viborg, væk fra Vendsyssel. Han indsatte en del præster, som var lutheranere, og skrev direkte i en beskrivelse af praksis i stiftet, at præsterne skulle prædike "uden fabler". Det hjalp ham ikke, da Frederik 1. døde uventet og rigsrådet var ude af stand til at vælge en ny konge. Stygge ønskede logisk nok kongens yngste søn, drengen Hans, som man kunne opdrage til katolik. Ved et kaotisk møde i Gammel Ry i 1534 blev den katolske fløj sat til side, mens mødedeltagerne valgte kongens ældste søn hertug Christian, overbevist lutheraner, til ny konge.
I efteråret 1534 steg kong Christian 2.s trofaste forkæmper Skipper Clement i land i Vendsyssel. Resultatet var nedbrænding af Stygges gårde - og bispens flugt. Fra efteråret 1534 kender vi ikke hans opholdssted, men det lykkedes ham at geråde i fejde med lokale stormænd. Han var ikke med i slaget ved Svenstrup, men forsøgte (ifølge Reformations-talen fra oktober 1536) at opildne bønderne i Vendsyssel til at angribe de lokale lutheransk sindede herremænd.
Han blev fængslet og afsat under reformationen oktober 1536. Han blev muligvis en kort periode holdt fængslet på Hald, men derefter på Sønderborg, og derfra frigivet i juni 1542 ved et møde i Odense. Her underskrev han omsider en skarp loyalitetserklæring. I en periode må han således have delt fængsel med Christian 2. på Sønderborg Slot.
Fra 1.1. 1543 udnævntes han til lensmand på Asmild Kloster på livstid, frit og uden afgift.[kilde mangler] Klosterets ejendomme muliggjorde ikke store indtægter, men man kan følge ham - både i egenskab af sagsøger og som opdrætter af kvæg (øksne) til eksport. Mange års erfaringer med retssager for stiftet gav ham en fordel. Han førte sager om overudnyttelse af lejede jordarealer, og for at få sine lån tilbagebetalt i lødig mønt, ikke med nødmønt fra Grevefejden.
Ved sin død i 1551 blev han bisat i Mariager Birgittiner-kloster, som stadig fungerede, og som hans familie havde begunstiget i flere generationer. Også hans bror, Otte Krumpen, blev bisat her. Gravstenen (måske et værk af Morten Bussert) skildrer en dybt alvorlig, mager, aldrende mand med bispestav og Bibel og i fuldt katolsk ornat. Fuldkommen optaget af sit hellige hverv. Det er ganske klart, at han aldrig afstod fra katolicismen, og lod sig på gravstenen beskrive som landets sidste katolske biskop. Graven blev åbnet og den mumificerede biskop fremvist. Christian 8, fandt skikken uholdbar og fik syet et nyt ornat til biskoppen, som også blev flyttet rundt i kirken. Nu har han fået fælles grav med andre døde fra diverse krypter og gravkamre, på kirkegården øst for klosterkirken.

## Fiktive beskrivelser
I 1936 udgav Thit Jensen romanen Stygge Krumpen.
Han er hovedskurk i TV2 julekalender Ludvig & Julemanden, hvor han spilles af Andreas Bo Pedersen.
Han er hovedperson i Maria Hellebergs roman Stormene, der udkom i 2017, og i teaterudgaven af samme, premiere januar 2020 Vendsyssel Teater.